# Cadran solaire de la Groirie
Le cadran solaire de la Groirie est une sculpture monumentale comportant une trentaine de cadrans solaires. Il est installé dans le parc du château de la Groirie à Trangé, en France.

## Description
L'œuvre est une sculpture en pierre, comportant encore des traces de peinture. Elle comporte quatre faces et possède la forme générale d'un obélisque. Elle est posée sur un piédestal et l'ensemble mesure environ 2,80 m,.
L'intégralité de la sculpture comporte des cadrans solaires de forme et de fonctionnement divers, gravés ou sculptés. Répartis sur toutes ces faces, ils fonctionnent à différents moments de la journée, au fur et à mesure du parcours du Soleil.
La face sud est celle qui comporte le plus de cadrans. Elle possède entre autres un bloc sculpté en forme de livre entrouvert dont les pages servent de style pour huit cadrans distincts. Au-dessus de ce livre sont alignés six cadrans cylindriques. La face sud comporte en outre deux autres cadrans verticaux.
Chacune des faces est et ouest comporte trois cadrans concaves, en forme de sphère ou de cylindre, gravés en creux.
La face nord possède cinq cadrans.
L'ensemble de la sculpture est surmonté par un cadran concave en forme de croissant.
La face nord de la sculpture contient les restes d'une inscription en latin : SIMPLEX SUM SINE SOLE, NIHIL SINE LUMINE NULLUS ; seuls sont encore lisibles les mots SUM SINE SOLE.

## Historique
On attribue faussement la création de ce cadran solaire au bénédictin Dom Bedos de Celles, religieux du XVIIIe siècle. En effet, on connaît l’existence du cadran solaire au domaine de la Groirie, au XVIIe. Elle est mentionnée dès 1652 par Jacques Pousset de Montauban,.Toutefois, ce cadran solaire a pu être embellie, dans un esprit plus raffiné des cadrans solaires du XVIIIe, notamment par Dom Bedos.
En 2002, la sculpture est classée comme monument historique. En 2005, elle est acquise par le Conseil général de la Sarthe. En 2007, elle est déplacée dans le parc de l'abbaye de l'Épau à Yvré-l'Évêque, près du Mans. Elle est actuellement installée dans le jardin à la française du château de la Groirie à Trangé, dans la Sarthe.